# Trimalaconothrus blancus
Trimalaconothrus blancus är en kvalsterart som beskrevs av Hammer 1961. Trimalaconothrus blancus ingår i släktet Trimalaconothrus och familjen Malaconothridae. Inga underarter finns listade i Catalogue of Life.